# Tensbüttel-Röst
Tensbüttel-Röst település Németországban, Schleswig-Holstein tartományban. Lakosainak száma 684 fő (2023. december 31.).

## Népesség
A település népességének változása:
| Lakosok száma | 570  | 674  | 666  | 678  | 673  | 684  |
|               | 1975 | 2017 | 2019 | 2021 | 2022 | 2023 |